# Гвараја (Палермо)
Гвараја је насеље у Италији у округу Палермо, региону Сицилија.
Према процени из 2011. у насељу је живело 26 становника. Насеље се налази на надморској висини од 734 м.